# Cortar, copiar e colar
Cortar, copiar e colar (do inglês cut, copy and paste) compõem um paradigma na Interação homem-computador expresso em procedimentos usados para transferência de conteúdo (texto, dados, arquivos, objetos) de uma origem para um destino.
Um determinado conteúdo pode ser cortado, copiado e colado de locais distintos em um mesmo documento, entre documentos diferentes, ou mesmo entre aplicações diferentes, dependendo apenas da compatibilidade de formato existente entre elas.

## Histórico
O paradigma de "cortar e colar" foi criado por Larry Tesler, cientista da computação especializado em desenho de interfaces e interações usuário-computador, quando trabalhava para o lendário Centro de Pesquisa de Palo Alto da Xerox (PARC), berço de muitas outras inovações no campo da usabilidade dos computadores. Foi, porém, a partir de 1983 com a interface Lisa e 1984, com o lançamento do Macintosh pela Apple Computer. A Apple associou a funcionalidade a combinações de teclas, consistindo de uma tecla especial pressionada simultaneamente a uma letra: X (para cortar), C (para copiar), e V (para colar). A escolha das letras está associada a um critério ergonômico, assim as teclas encontradas na parte esquerda inferior de um teclado padrão QWERTY foram escolhidas. Adicionando-se a estas a tecla Z, para desfazer a operação tem-se:
- X para recortar
- C para copiar
- V para colar
- Z para desfazer

## Cortar e colar
Cortar e colar é o processo de selecionar um conteúdo, retirá-lo de seu local de origem e reposicioná-lo em um novo local. Vários modos foram criados ao longo da evolução das interfaces de computador para a realização deste procedimento, como teclas de atalho, menus ou barra de ferramentas.
Basicamente o procedimento ocorre dentro das seguintes etapas:
1. O usuário seleciona o conteúdo (texto, gráfico, objeto) a ser movido, o que pode ser feito através do movimento de um mouse ou pressionando a tecla Shift enquanto se desloca o cursor de texto com uma das teclas de direção (setas).
2. Em seguida, o usuário "corta" o conteúdo com ajuda de teclas de atalho, menus ou barra de ferramentas. O conteúdo cortado imediatamente desaparece de seu local original.
3. Tecnicamente, o conteúdo cortado é deslocado para um local denominado Área de transferência. Normalmente esse local fica oculto, e armazena apenas um item cortado por vez. Há, porém, avanços atuais aumentando a capacidade de armazenamento da Área de transferência e oferecendo suporte ao gerenciamento e visualização do conteúdo armazenado.
4. Com o mouse ou teclado, o usuário seleciona um ponto de inserção.
5. O usuário então cola no ponto de inserção o conteúdo armazenado na Área de transferência. (O conteúdo permanece armazenado e poderá ser reutilizado).

## Teclas de atalho mais comuns
| Sistema operativo | Cortar    | Copiar    | Colar     |
| ----------------- | --------- | --------- | --------- |
| Windows/GNOME/KDE | Control+X | Control+C | Control+V |
| Apple Inc.        | ⌘+X       | ⌘+C       | ⌘+V       |
| BeOS              | Alt+X     | Alt+C     | Alt+V     |